# Констант Ванден Сток
Констант Ванден Сток (нід. Constant Vanden Stock; 13 червня 1914, Брюссель — 19 квітня 2008, Уккел) — бельгійський футболіст, футбольний тренер і спортивний організатор.

## Біографія
Вихованець футбольної школи «Андерлехта», займався футболом з 10 років. Як гравець виступав за «Андерлехт» і «Роял Уніон Сен-Жілуаз».
У 1950—1953 працював дитячим тренером в «Андерлехті». У 1953—1956 роках був президентом футбольного клубу «РКС Ла Форестуаз» із Форе. У 1956—1958 роках входив до тренерської комісії національної збірної. У 1958—1968 роках тренував збірну Бельгії, під його керівництвом збірна зіграла 68 матчів. Потім протягом року був технічним директором ФК «Брюгге». З 1969 року працював у керівництві «Андерлехта», в тому числі в 1971—1996 — президентом, потім — почесним президентом клубу.
Стадіон ФК «Андерлехт» в 1983 році отримав ім'я на честь Константа Ванден Стока.

## Особисте життя
Крім футбольної діяльності, був власником сімейного бізнесу — пивоварні «Belle-Vue». З 14 років працював у сімейному кафе та пивоварні, а в роки Другої світової війни, після того як його батько був відправлений німцями в концтабір, очолив сімейний бізнес. У 1991 році пивоварня була продана більшій компанії.
Син, Роджер Ванден Сток, з 1996 по 2018 рік займав посаду президента ФК «Андерлехт».